# Hemisolinus helenae
Hemisolinus helenae es una especie de arácnido del orden Pseudoscorpionida de la familia Olpiidae.

## Distribución geográfica
Se encuentra en la Isla Santa Elena.